# Черемисское (Шадринский район)
Черемисское — село в Шадринском районе Курганской области. До преобразования в декабре 2021 года муниципального района в муниципальный округ административный центр Черемисского сельсовета.

## История
До 1917 года в составе Барневской волости Шадринского уезда Пермской губернии. По данным на 1926 год деревня Черемисская  состояла из 163 хозяйств. В административном отношении являлось центром Черемисского сельсовета Шадринского района Шадринского округа Уральской области.

## Население
| 1989 | 2002 | 2010 |
| ---- | ---- | ---- |
| 402  | ↗413 | ↘345 |

По данным переписи 1926 года в деревне проживало 846 человек (414 мужчин и 432 женщины), в том числе: русские составляли 100 % населения.
Согласно результатам Всероссийской переписи населения 2002 года, в национальной структуре населения русские составляли 94 %.